# Alojzija Ulman
Alojzija »Lojzika« Ulman (1926. – 1994.), hrvatska povjesničarka umjetnosti, profesorica, kiparica, jedna od najistaknutijih vinkovačkih umjetnika. Dobitnica papinskog odlikovanja »Pro Ecclesia et Pontifice« Ivana Pavla II. 1989. u Vatikanu.
Osim u vinkovačkoj crkvi sv. Euzebija i Poliona i crkvi u Nuštru, djela joj se nalaze i u Sloveniji, Vojvodini, ali i diljem Europe.